# Luís Augusto Fischer
Luís Augusto Fischer (Novo Hamburgo, 25 de janeiro de 1958) é um escritor, ensaísta e professor brasileiro.

## Biografia
Nascido em Novo Hamburgo, Fischer vive em Porto Alegre desde o seu primeiro ano de vida. É formado em Letras pela UFRGS. Cursou também História, mas não concluiu. Tem mestrado e doutorado (com tese sobre Nelson Rodrigues) também pela UFRGS, onde leciona Literatura Brasileira desde 1985.
Escreve regularmente para vários jornais, como Zero Hora, Folha de S. Paulo e ABC Domingo (de Novo Hamburgo). Também colabora com as revistas Bravo! e Superinteressante. Entre 1993 e 1996 foi coordenador do Livro e Literatura da Secretaria Municipal de Cultura de Porto Alegre. De 1998 a 1999 foi presidente da Associação Gaúcha de Escritores.
Tem publicados vários livros de contos, crônicas, ensaios e teoria literária. Seus maiores sucessos de vendas são o Dicionário de Porto-Alegrês (1999) e o Dicionário de Palavras e Expressões Estrangeiras (2004). Em 2005, publicou seu primeiro texto de ficção mais longo, a novela Quatro Negros.
Desde 1999, juntamente com o professor Cláudio Moreno e a radialista Kátia Suman, Fischer organiza o Sarau Elétrico, evento que acontece todas as noites de terça-feira no Bar Ocidente, sempre com leituras de textos em torno de um tema ou de um autor, e que se tornou uma referência para a cultura de Porto Alegre.
Em 2007 recebeu da Secretaria Municipal de Cultura o Prêmio Joaquim Felizardo, como Intelectual do Ano de Porto Alegre.
Em 2013, foi eleito Patrono da 59ª Feira do Livro de Porto Alegre.
Em 2019, fundou a revista digital Parêntese, veículo que integra o Matinal Jornalismo.

## Obras
- 2009: "Inteligência com dor - Nelson Rodrigues ensaísta" (Arquipélago Editorial, Porto Alegre)
- 2008: "Machado e Borges - e outros ensaios sobre Machado de Assis" (Arquipélago Editorial, Porto Alegre)
- 2008: "Duas Águas" (novela, ed. L&PM)
- 2007: "Gigante - a História da Conquista do Mundial de Clubes 2006" (ed. G7 Books, São Paulo, 2007)
- 2006: "Mario Quintana: uma Vida para a Poesia" (WS editor; org. com Sergio Luis Fischer)
- 2005: "Quatro Negros" (novela, ed. L&PM)
- 2004: "50 Anos de Feira do Livro: a Vida Cultural em Porto Alegre, 1954-2004" (ed. L&PM)
- 2004: "Gauderiadas: a Sabedoria Gaúcha em Frases Definitivas" (ed. Artes e Ofícios; com Iuri Abreu)
- 2004: "De Ponta com o Vento Norte" (crônicas, ed. Artes e Ofícios)
- 2004: "Dicionário de Palavras e Expressões Estrangeiras" (ed. L&PM)
- 2004: "Literatura Gaúcha – História, Formação e Atualidade" (ed. Leitura XXI)
- 2003: "Literatura brasileira – Modos de Usar" (ed. Abril)
- 2003: "Parnasianismo Brasileiro: entre Ressonância e Dissonância" (ed. Edipucrs)
- 2002: "Rua Desconhecida" (contos, ed. Artes e Ofícios)
- 2001: "Contra o Esquecimento" (crônicas, ed. Artes e Ofícios)
- 2000: "Bá, Tchê" (ed. Artes e Ofícios)
- 1999: "Para Fazer Diferença" (ensaios, ed. Artes e Ofícios)
- 1999: "Dicionário de Porto-Alegrês" (ed. Artes e Ofícios)
- 1996: "O Edifício do Lado da Sombra" (contos, ed. Artes e Ofícios)
- 1996: "Nós, os Teuto-gaúchos" (ed. da UFRGS; org. com René Gertz e Adolph Jaeger)
- 1992: "Um Passado pela Frente: Poesia Gaúcha Ontem e Hoje" (ed. da UFRGS)
- 1992: "Nós, os Gaúchos" (ed. da UFRGS; org. com Sergius Gonzaga e Carlos Augusto Bisson)
- 1990: "O Romance Modernista: Tradição Literária e Contexto Histórico" (ed. da UFRGS; com José Hildebrando Dacanal e João Hernesto Weber)